# John Donnellan
John F. Donnellan (né le 27 mars 1937) est un homme politique et sportif irlandais. Il est Teachta Dála (TD) Fine Gael pendant vingt-cinq ans et ministre d'État de 1982 à 1987. Il a joué au Football gaélique pour son club local Dunmore McHales et au niveau senior pour l'équipe du comté de Galway dans les années 1960.

## Jeunesse
John Donnellan est né à Dunmore, dans le comté de Galway, en 1937, dans une famille qui s'intéresse beaucoup aux jeux gaéliques et à la politique irlandaise. Son père, Michael Donnellan, a remporté une médaille au Championnat d'Irlande de football gaélique (SFC) avec Galway en 1925, devenant plus tard député pour le Clann na Talmhan. John Donnellan suit les traces de son père dans ces deux domaines, bien que pour un parti différent. Le fils de John, Michael, a également joué au football pour Galway, remportant les médailles All-Ireland SFC en 1998 et 2001.

## Carrière de joueur

### club
Donnellan joue au football avec le club Dunmore McHales dans le nord du comté de Galway. Il connait le succès avec le club, à partir de 1961 lorsqu'il remporte pour la première fois un championnat de comté senior. En 1962, Donnellan remporte une médaille dans la ligue de comté avant de remporter un deuxième titre de champion de comté en 1963 et de champion du Connacht. En 1966, le club de Donnellan réalise le doublé des victoires en ligue de comté et en championnat de comté. Il remporte consécutivement les titres de championnat du comté et de club du Connacht en 1968 et 1969.

### Inter-comté
La carrière de Donnellan en tant que footballeur inter-comté commence à la fin des années 1950. Il remporte un titre de championnat de football junior de toute l'Irlande avec l'équipe junior de Galway en 1958 et il rejoint rapidement l'équipe senior. Deux ans plus tard, en 1960, Donnellan remporte son premier titre du Connacht ; cependant, Galway est ensuite battu en demi-finale du All-Ireland SFC. Trois ans plus tard, en 1963, il remporte un deuxième titre provincial ; cependant, à cette occasion, Dublin bat les hommes de l'ouest lors de la finale du All-Ireland SFC. En 1964, Donnellan est nommé capitaine de l'équipe de Galway. Cette année-là, il remporte un troisième titre du Connacht avant de mener son équipe lors de la finale All-Ireland contre Kerry. Galway est victorieux ce jour-là par cinq points et Donnellan remporte sa première médaille All-Ireland SFC. Son moment de triomphe est de courte durée puisque, peu de temps après avoir soulevé la Coupe Sam Maguire, il apprend que son père Michael est décédé dans la tribune Hogan peu avant le début de la seconde période.
En 1965, Donnellan ajoute une quatrième médaille provinciale à sa collection. Lors de la finale de toute l'Irlande qui suit contre Kerry, il est expulsé mais Galway est toujours victorieux, donnant à Donnellan une deuxième médaille consécutive pour toute l'Irlande. L'année suivante, il remporte un cinquième titre de champion du Connacht avant de se qualifier pour une quatrième finale consécutive dans toute l'Irlande. Galway remporte une victoire de six points sur Meath, donnant ainsi à Donnellan une troisième médaille consécutive du All-Ireland SFC. En 1967, il remporte une médaille de la Railway Cup avec Connacht avant de remporter une sixième et dernière médaille provinciale en 1968. Donnellan prend sa retraite du football inter-comté peu de temps après.

## Carrière politique
Le père de Donnellan, Michael, est décédé subitement en septembre 1964 et lors de l'élection partielle qui suit en décembre, John est élu au Dáil Éireann en tant que député du Fine Gael pour la circonscription de Galway Est. Il remporte les huit élections générales suivantes, avec des changements de circonscription ; à Galway Nord-Est en 1969, de retour à Galway Est en 1977 et de 1981 à 1989 pour Galway Ouest.
En décembre 1982, il est nommé par Garret FitzGerald ministre d'État au ministère des Postes et Télégraphes et ministre d'État au ministère des Transports. En 1983, il est nommé ministre d'État au ministère de la Santé et ministre d'État au ministère de la Protection sociale, avec une responsabilité particulière pour l'information sur la santé publique et la protection sociale. Il reste jusqu'à ce que le Fine Gael quitte ses fonctions après les élections générales de 1987.
En avril 1988, à la suite des critiques du chef du parti Alan Dukes, Donnellan est expulsé du groupe parlementaire. Il prend sa retraite de la politique aux élections générales de 1989.